# Naviera Armas

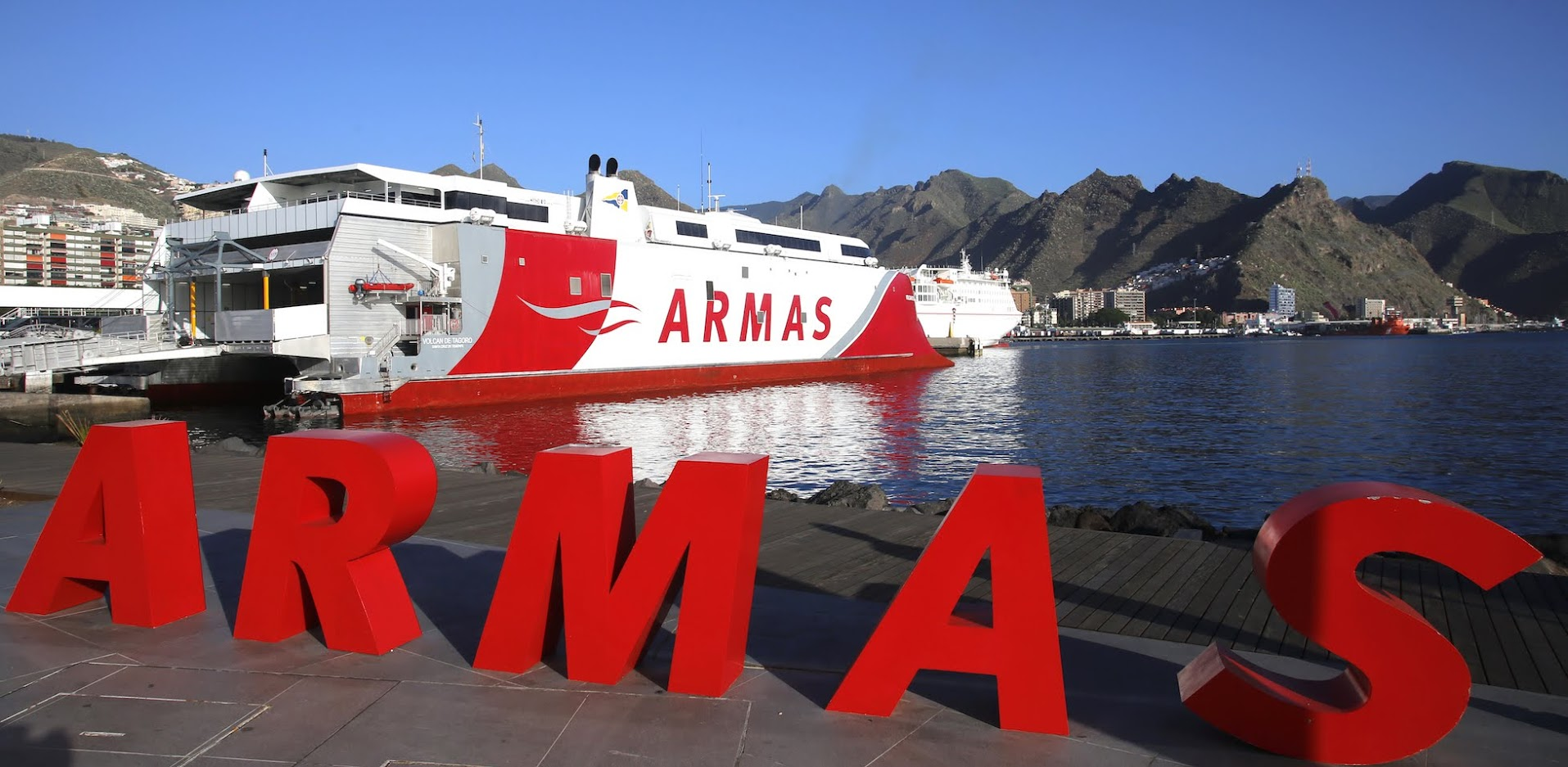
Popa del "Volcán de Tagoro".

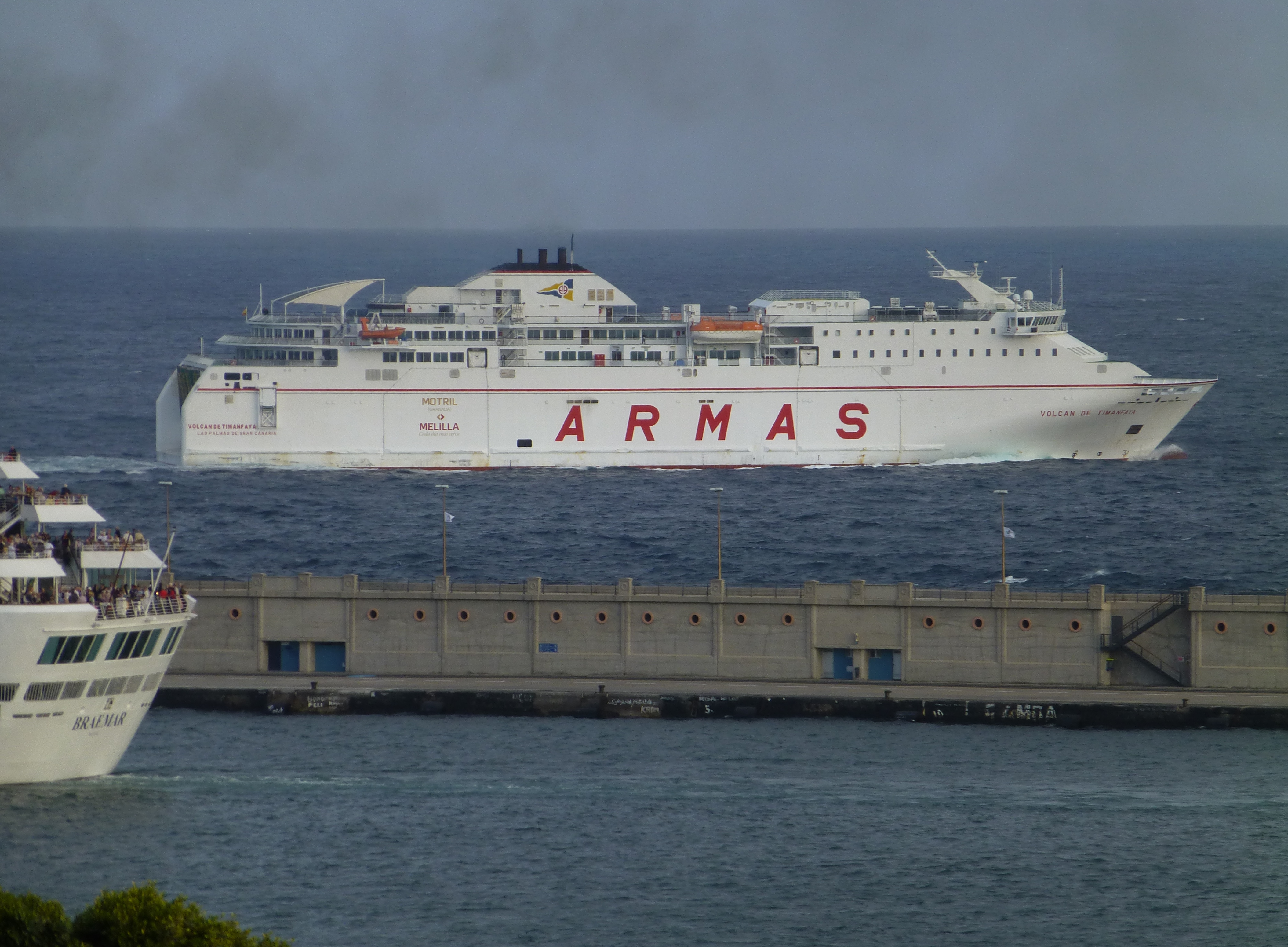
El buque "Volcán de Timanfaya", navegando frente al puerto de Santa Cruz de Tenerife.

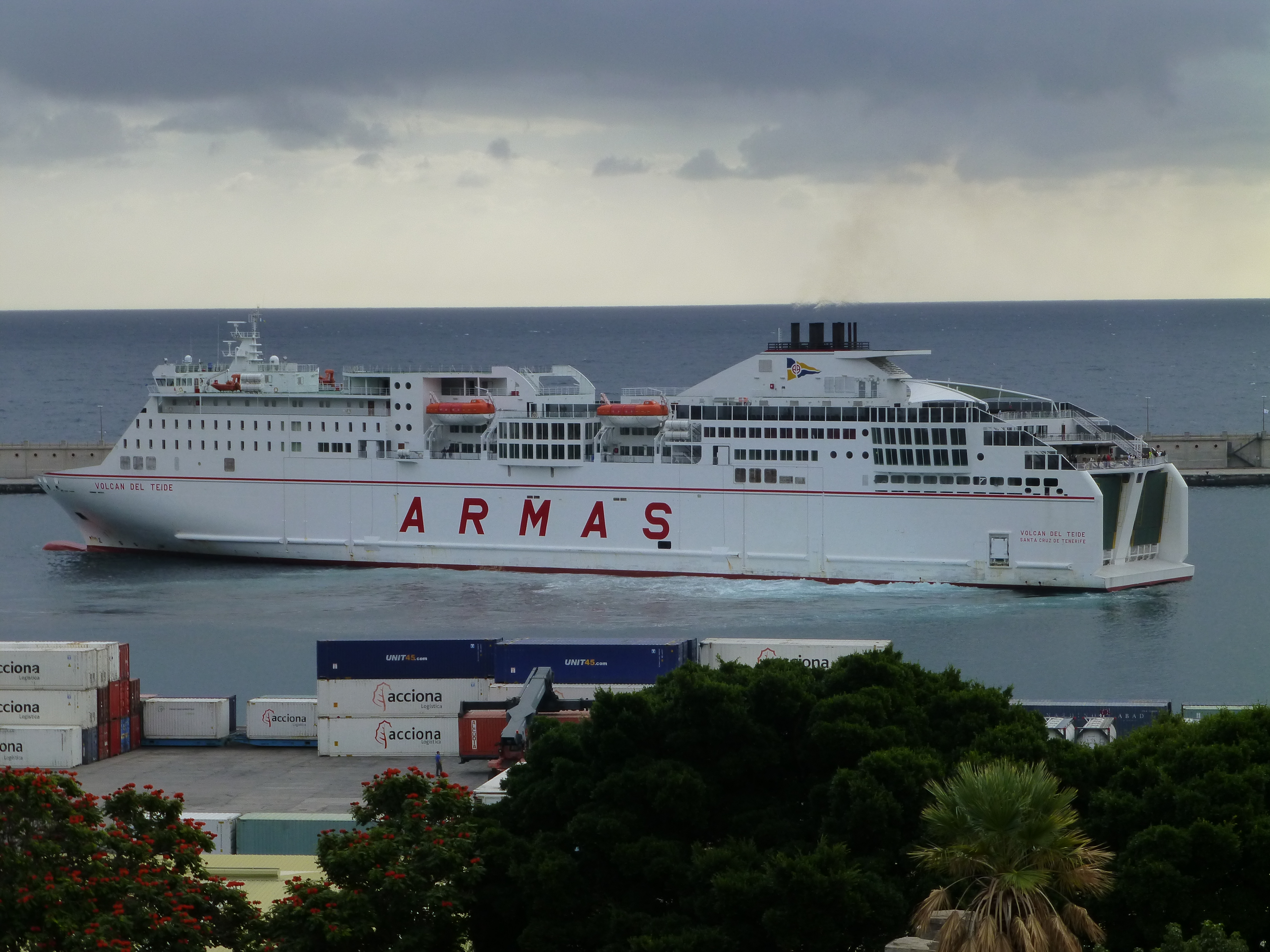
El ferry "Volcán de Tinamar" que realizaba la línea "Canarias - Huelva" sustituida por la línea “Canarias - Cádiz” en principios 2024. Capacidad de pasaje: 1.500 personas. Eslora: 175 metros. Puerto de matrícula: Santa Cruz de Tenerife.

Naviera Armas es una compañía española de transporte marítimo de pasajeros y mercancías, que opera entre las Islas Canarias (España), además de comunicar con puertos peninsulares y con el norte de África en Melilla y Ceuta (España) y el norte de Marruecos. Es la empresa naviera más antigua del archipiélago canario y la de mayor crecimiento en los últimos años. El 25 de octubre de 2017 Naviera Armas compró, por 260 millones de euros, el 92,71% de las acciones de Trasmediterránea, que eran propiedad de Acciona. Además tuvo que hacer frente a una deuda de 127 millones que arrastraba la compañía. El 23 de mayo de 2018 la Comisión Nacional de los Mercados y la Competencia aprobó la venta de dichas acciones, y el Grupo Armas (Naviera Armas) pasó a ser su accionista mayoritario, cambiando su logo y creando el mayor grupo naviera de España y uno de los más grandes de Europa.
Actualmente (04-2025) la mayor parte del grupo está controlado por varios fondos de inversión, contratados por los bonistas que prestarón liquidez a Naviera Armas, con Sergio Velez como administrador único, dejando un 6% simbólico de acciones a la familia Armas.
Naviera Armas Trasmediterránea constituyen el grupo naviero líder en España y uno de los principales de Europa en el sector del transporte marítimo de pasajeros y carga rodada. 

## Flota de Naviera Armas (individual)

### 4 Fast Ferries
- Volcán de Tagoro
- Volcán de Taidía
- Volcán de Teno (antiguo Milenium)
- Volcán de Tirajana (antiguo Milenium Tres)

### 5 Superferries & Ferries
- Volcán de Tamadaba
- Volcán de Tamasite
- Volcán de Timanfaya
- Volcán de Tinamar
- Volcán de Tindaya

## Flota histórica
- Volcán de Tahíche (Desguazado)
- Volcán de Tacande (Desguazado)
- Volcán de Tejeda (Desguazado)
- Volcán de Tisalaya (Desguazado)
- Volcán de Timanfaya (antiguo)
- Volcán de Yaiza (Desguazado)
- Assalama, ex "Volcán de Tacande" (Perdido en accidente en 2008)
- Volcán de Tauro (Desguazado)
- Volcán de Tamia (Desguazado)
- Volcán de Tinache (Desguazado)
- Volcán de Teneguía (Vendido a FILO DENIZCLICK en 2023)
- Volcán de Tijarafe (actual "Ciudad de Mahón" vendido a Grimaldi en 2018)
- Volcán del Teide (actual "Ciudad de Barcelona" vendido a Grimaldi en 2019)
- Volcán de Taburiente (Vendido a Golden star ferries en 2024)
- Volcan de Tauce (Vendido a Abu Dabi en 2025)

## Conexiones
Naviera Armas, junto a Trasmediterránea, realiza rutas en las franjas de Canarias y Sur-Estrecho.
 Canarias
- - Cádiz-Arrecife-Cádiz (Operado por el Volcán de Tinamar)
  - Cádiz-Las Palmas de Gran Canaria (vía Arrecife, operado por el Volcán de Tinamar)
  - Cádiz-S.C. de Tenerife (vía Las Palmas de Gran Canaria y Arrecife, operado por el Volcan de Tinamar)
  - Cádiz-S.C. de La Palma (vía Arrecife, Las Palmas de G.C. y S.C. Tenerife, Operado por el Ciudad de Valencia)
  - Cádiz-Fuerteventura- (vía Arrecife, Las Palmas de G.C., S.C. Tenerife y S.C. de La Palma Operado por el Volcán de Tinamar)
  - Arrecife-Las Palmas de Gran Canaria (Operado por el Fortuny)
  - Arrecife-S.C. Tenerife (vía Las Palmas de G.C. operado por el Volcán de Tinamar)
  - Arrecife-S.C. de La Palma (vía Las Palmas de G.C. y S.C. de Tenerife Operado por el Ciudad de Valencia)
  - Arrecife-Fuerteventura (vía Las Palmas de G.C.*, S.C. de Tenerife y S.C. de La Palma Operado por el ciudad de Valencia)
  - Las Palmas de G.C. -S.C. Tenerife (Operado por el Volcán de Taidia y el Volcán de Tagoro)
  - Las Palmas de G.C. -Fuerteventura (Operado por el Villa de Agaete)
  - S.C. Tenerife - La Palma (Operado por el Volcán de Tirajana)
  - Fuerteventura-Arrecife (Operado por el Volcán de Tindaya)
  - S.C. Tenerife - La Gomera (Operado por el Volcán de Teno)
  - S.C. Tenerife - El Hierro (Operado por el Volcán de Tirajana)

 Sur-Estrecho
- - Algeciras-Ceuta
  - Algeciras-Tánger-Med (Marruecos)
  - Almería-Melilla
  - Almería-Ghazaouet (Argelia)
  - Almería-Nador (Marruecos)
  - Almería-Orán (Argelia)
  - Málaga-Melilla

## 6 Fast Ferries
- Ciudad de Ceuta (antiguo Milenium Dos)(Vendido en 2025 a intereses italianos)
- Volcán de Tagoro
- Volcán de Taidía
- Volcán de Teno (antiguo Milenium)
- Volcán de Tirajana (antiguo Milenium Tres)
- Villa de Agaete (antiguo Alborán)

### 14 Superferries & Ferries
- Fortuny (antiguo Ciudad Autónoma Melilla)
- Juan J. Sister
- Almariya
- Ciudad de Ibiza
- Ciudad de Málaga
- Ciudad de Valencia
- Volcán de Taburiente
- Volcán de Tamadaba
- Volcán de Tamasite
- Volcán de Timanfaya
- Volcán de Tinamar
- Volcán de Tindaya
- Volcán de Tauce (en servicio a partir de junio al finalizar el flete por parte de Baleària) (vendido en 2025 a intereses de Emiratos Arabes)

### Buques de carga
- Villa de Tazacorte

## Evolución de la naviera
Antonio Armas Curbelo, natural de la isla de Lanzarote (Canarias) fue quien creó la compañía, que al principio tenía barcos de casco de madera y propulsados por vela para el transporte de mercancías y sal. Luego llegarían barcos más modernos de acero y a vapor o diésel. Con el paso de los años, la flota se iría renovando hasta que en los años 90 la compañía apuesta por el transporte de pasajeros. En 1995 llegan el Volcán de Tauce y el Volcán de Tejeda a los que se sumarán otros como el Volcán de Tindaya, el Volcán de Tacande, Volcán de Tamasite y elVolcán de Tenagua, ya dedicados plenamente al transporte interinsular tanto de pasaje como de mercancías.
En el año 2000 llegó a la compañía el único buque de alta velocidad que ha operado en ella, el Volcán de Tauro, con el que no alcanzó la rentabilidad esperada y que fue vendido en 2003 a Balearia.
En mayo de 2004 Trasmediterránea anunció que abandonaría la línea que mantenía entre Tenerife y La Gomera. Naviera Armas decidió cubrir el servicio que dejaba la empresa, primero con el Volcán de Tenagua y posteriormente con el Volcán de Tacande. 
Naviera Armas empieza a renovar su flota en 2003 con un pequeño ferry moderno llamado Volcán de Tindaya que empezaría a cubrir la línea entre Corralejo (Fuerteventura)- Playa Blanca (Lanzarote). En 2004 llega a Canarias el Volcán de Tamasite que cubre diariamente el Puerto de la Luz (Las Palmas de Gran Canaria) con el puerto de Morro Jable (Fuerteventura). En 2005 llega el Volcán de Timanfaya que cubría diariamente las islas de Gran Canaria - Lanzarote - Tenerife. En 2006 viene el Volcán de Taburiente. Este se encargó de cubrir los puertos de Los Cristianos (Tenerife) - San Sebastián de La Gomera (La Gomera)- Santa Cruz de La Palma (La Palma). En 2007 el Volcán de Tamadaba sustituye al Volcán de Timanfaya en su línea y a la vez el Volcán de Timanfaya se encarga solamente de la línea entre el Puerto de La Luz y de Las Palmas con el Puerto de Santa Cruz de Tenerife. Y en 2008 el Volcán de Tijarafe empieza una nueva ruta Santa Cruz de Tenerife - Las Palmas de Gran Canaria - Funchal - Portimao y refuerza la ruta que hace el Volcán de Timanfaya. 
En 2011 la Naviera Armas adquiere nuevos buques y abre nuevas líneas marítimas tanto en Canarias como en la península ibérica. El Volcán del Teide, uno de los ferris más modernos del mundo y con características de crucero, se encarga de unir Las Palmas de Gran Canaria- Santa Cruz de Tenerife - Huelva. Su barco gemelo, Volcán de Tinamar, cubría la línea Santa Cruz de Tenerife - Las Palmas de Gran Canaria - Funchal - Portimao. En enero de 2012 finaliza la ruta con Portimao y Madeira, debido a desacuerdos entre el gobierno regional madeirense y la naviera (que solicitaba una rebaja en las tarifas portuarias).  
Tras las recientes incorporaciones, la naviera Armas decidió abrir nuevas rutas, y así temporalmente el ferry Volcán de Timanfaya efectuó la nueva línea Motril (Granada)-Melilla, rivalizando con Acciona- Trasmediterránea al ofrecer un servicio más barato y con buena atención a bordo. También compra un buque carguero tipo Con-Ro (llamado Volcán de Teneguía) que cubre la línea Canarias-Sevilla. En 2012 el Volcán de Tinamar deja la línea con Portimao y empieza la línea Motril-Melilla, mejorando el servicio y recuperando el Volcán de Timanfaya para líneas regulares en Canarias. 
Asimismo se empieza una línea nueva con Alhucemas (Marruecos) con el ferry Volcán de Tejeda, uniendo los puertos de Motril y Alhucemas. En noviembre el Volcán de Tejeda se vende a Jordania, y es su gemelo el Volcán de Tauce el que se encarga de esta línea, creando una nueva línea Motril - Nador. Así la Naviera Armas tiene 4 líneas con la comunidad autónoma de Andalucía, una de ellas desde Canarias, otra con Alhucemas, Melilla y Nador. 
En octubre de 2012 se abre en la zona exterior del Puerto de La Luz el nuevo muelle de la Esfinge, reduciendo en 30 minutos la duración del trayecto Las Palmas de Gran Canaria - Santa Cruz de Tenerife. Por otra parte, en 2012 la Naviera Armas transportó más de 31.500 pasajeros entre Huelva y Canarias.
En junio de 2013 se produce otra mejora en las líneas del estrecho. La Naviera Armas cambia de ruta al veterano en la línea Santa Cruz de Tenerife - Las Palmas de Gran Canaria- Morro Jable, el Volcán de Tamasite, que actualmente se encuentra en la línea Nador- Motril - Alhucemas, produciéndose la llegada otra vez a aguas Canarias del Volcán de Tauce y retornándolo a la línea Las Palmas de Gran Canaria - Puerto del Rosario, y el Volcán de Timanfaya se queda con la línea Santa Cruz de Tenerife - Las Palmas de Gran Canaria - Morro Jable.
El  25 de octubre de 2017 Naviera Armas compró, por 260 millones de euros, el 92,71% de las acciones de Trasmediterránea, que eran propiedad de Acciona. Cuando la operación se complete con la conformidad de las autoridades de competencia, previsiblemente durante el primer trimestre de 2018, la empresa canaria se convertirá en la primera empresa española de transporte marítimo de pasajeros y de carga rodada, y en una de las mayores de Europa.

## Accidentes
- 30 de abril de 2008

Naufragio del ferry Assalama frente a las costas de Tarfaya (Marruecos), donde aun sigue encallado a día de hoy devastado por el mar y provocando una enorme contaminación en el entorno. Habitantes y pescadores de la zona han estado desde entonces protestando y reclamando que la naviera retire el buque y descontamine la zona. Dada la desertización de esa franja costera se ha convertido en un atractivo turístico para unos o un terrible desastre para otros.
- 25 de abril de 2014

Se producía un Incendio originado por un cortocircuito en un camión en el buque "Volcán de Taburiente", en la ruta Los Cristianos a San Sebastián de La Gomera, el cual llegó a afectar al propio buque y varios vehículos más. 
El buque que en aquel momento tenía 319 pasajeros a bordo y 15 tripulantes, los cuales fueron ordenados dirigirse a los puntos de reunión y ponerse los chalecos salvavidas de manera preventiva. Mientras el equipo contraincendios lograba extinguir el fuego. Externamente se activaban los diferentes servicios de emergencias aéreos, marítimos y terrestres.
Llegándose a desplegar 1 Helicóptero de SASEMAR, 2 Helicópteros del Grupo de Emergencias y Salvamento, 1 Patrullera de la Guardia Civil, 1 Salvamar de SASEMAR y además otros medios terrestres. Además como manera extraordinaria el buque "Benchijigua Express" de la compañía Fred Olsen Express que cubría la misma ruta acudió debido a su proximidad de manera preventiva ante una posible evacuación del buque. Ya en tierra se atendía por parte del SUC a 13 personas producto de esta situación además efectivos de los Bomberos procedian a labores de enfriamiento.

- 21 de abril de 2017

Colisión del ferry-crucero Volcán de Tamasite en el muelle de La Esfinge (Las Palmas de Gran Canaria), dónde trece viajeros resultaron heridos leves y a la vez rompiendo tuberías de combustible y causando un derrame de entre 100.000 y 200.000 litros de gasoil y provocando una emergecia de máximo nivel. El casco de proa quedó destrozado así como un tramo del muelle. La situación quedó registrada en video y el valor de los daños se estima en 2 millones de Euros (enlace)
- 25 de junio de 2023

El fast ferry Villa de Agaete sufre un accidente en el puerto de Morro Jable (Fuerteventura) en el que la nave chocó contra un saliente del espigón.
• También sufrió un choque contra el puerto de Santa Cruz de la Palma.

## Accionistas
- 2020

La familia Armas vende el buque Villa de Teror por 50 millones de euros al Gobierno de Canadá para poder retener el control del grupo Transmediterranea
- 2021

El Grupo Grimaldi compra las rutas y barcos de Baleares y se inicia la reforma del consejo de administración.
Los accionistas inyectan 160 millones de Euros y la familia Armas pierde sus derecho mayoritarios.
Sergio Vélez, senior managing director de FTI Consulting,  es nombrado consejero delegado y Marc Canalda, director financiero, sutituyendo a Fernando Val (enlace), Oscar Martínez será el CCO y Francisco Chico director de compras  (enlace externo).  
- 2022

En marzo fallece el presidente de la naviera, Antonio Armas Fernández, hijo del fundador Antonio Armas Curbelo, a los 76 años 
El grupo de inversores mayoritarios liderados por JP Morgan, Barings, Cheney Capital, Bain Capital y Tresidor firman el rescate de la compañía a cambio del 80% de la empresa. La familia Armas retiene un 6% de la compañía que fundaron. 